# Juan Camilo Mesa
Juan Camilo Mesa Antúnez (Cúcuta, 23 febbraio 1998) è un calciatore colombiano, centrocampista del Drita.

## Carriera

### Club
Ha giocato nella prima divisione colombiana, in quella croata, in quella bosniaca, in quella albanese ed in quella kosovara.

### Nazionale
Ha giocato nella nazionale colombiana Under-23.

## Statistiche

### Presenze e reti nei club
Statistiche aggiornate al 16 febbraio 2021.
| Stagione               | Squadra                | Campionato             | Campionato | Campionato | Coppe nazionali | Coppe nazionali | Coppe nazionali | Coppe continentali | Coppe continentali | Coppe continentali | Altre coppe | Altre coppe | Altre coppe | Totale | Totale |
| Stagione               | Squadra                | Comp                   | Pres       | Reti       | Comp            | Pres            | Reti            | Comp               | Pres               | Reti               | Comp        | Pres        | Reti        | Pres   | Reti   |
| ---------------------- | ---------------------- | ---------------------- | ---------- | ---------- | --------------- | --------------- | --------------- | ------------------ | ------------------ | ------------------ | ----------- | ----------- | ----------- | ------ | ------ |
| 2017                   | Atlético Bucaramanga   | PD                     | 2          | 0          | CC              | 4               | 0               | -                  | -                  | -                  | -           | -           | -           | 6      | 0      |
| 2018                   | América de Cali        | PD                     | 1          | 0          | CC              | 0               | 0               | -                  | -                  | -                  | -           | -           | -           | 1      | 0      |
| 2019                   | América de Cali        | PD                     | 8          | 0          | CC              | 7               | 0               | -                  | -                  | -                  | -           | -           | -           | 15     | 0      |
| 2020                   | América de Cali        | PD                     | 1          | 0          | CC              | 0               | 0               | -                  | -                  | -                  | -           | -           | -           | 1      | 0      |
| Totale América de Cali | Totale América de Cali | Totale América de Cali | 10         | 0          |                 | 7               | 0               |                    | -                  | -                  |             | -           | -           | 17     | 0      |
| 2020-2021              | Sebenico               | 1. HNL                 | 13         | 0          | CC              | 1               | 0               | -                  | -                  | -                  | -           | -           | -           | 14     | 0      |
| Totale carriera        | Totale carriera        | Totale carriera        | 25         | 0          |                 | 12              | 0               |                    | -                  | -                  |             | -           | -           | 37     | 0      |

## Palmarès

### Club

#### Competizioni nazionali
- Campionato colombiano: 1

América de Cali: 2019-II
- Campionato kosovaro: 1

Drita: 2024-2025